# 織田信吉
織田信吉（1573年—1615年），織田信長八子，母親是阿鍋之方。幼名叫做「酌」，意即飯瓢，據說是因為母親叫「鍋」，一鍋要配一小飯瓢，因此給他起了這樣的幼名。
本能寺之變後與母親興雲院在小倉蟄居。1583年接受羽柴秀吉的召喚以羽柴為姓擔任武蔵守、並賜給近江国神崎郡高野村與犬上郡宇尾村共2000石的領地。『近江輿地志略』及『淡海温故録』則有禄高為2萬石的記錄。1599年12月成為豊臣家的大老，領有近江国内2000石的所領安堵的朱印狀。
1600年的關原之戰從屬西軍，與弟弟織田長次加入平塚為廣部隊勢，領兵500擔任大谷吉繼隊的前備。9月15日開戰當天，自主将吉繼以下包括為廣、長次等均被討死，信吉自戰場離脱成功，戰後遭到改易。晩年在京都渡過。後來剃髮出家，法號道卜。1615年4月18日於京都死去、享年43歳。法名「省華院雲嚴道ト」，而他的兒子了甫也當了小沙彌，而女兒後來則成為紀伊德川家的侍女，竹森清左衛門的妻子。